# Switlana Stanko

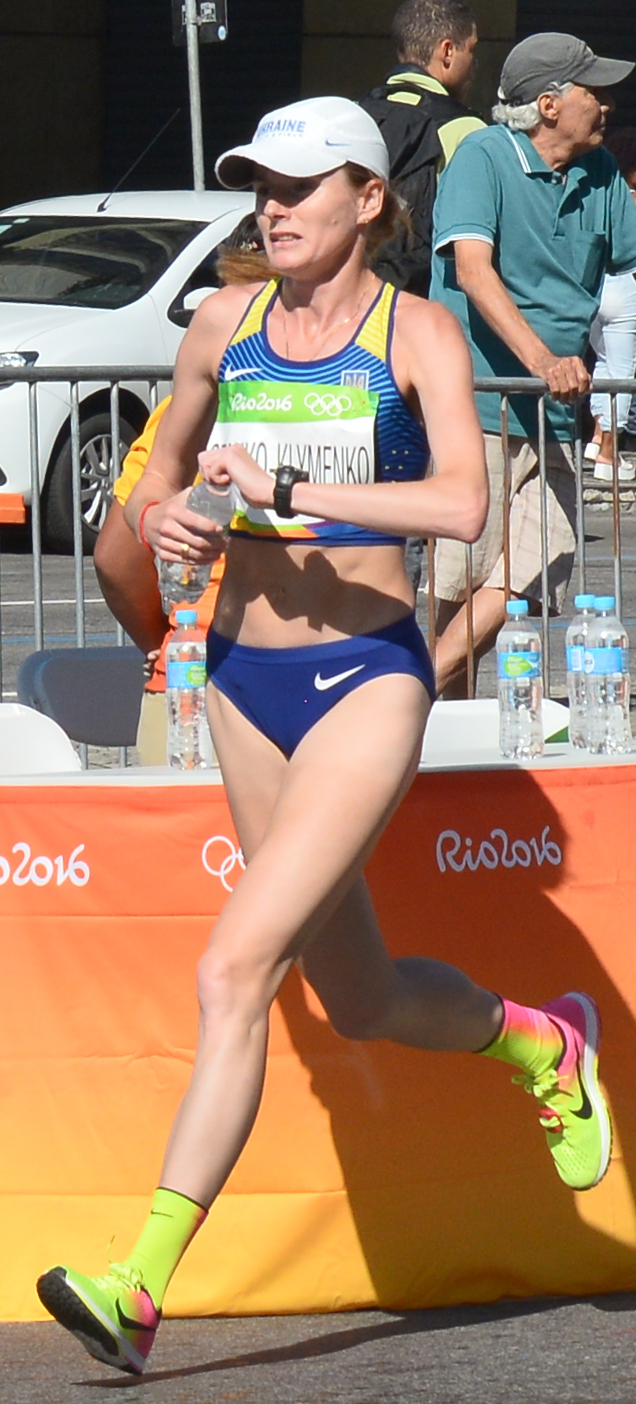
Switlana Stanko 2016 bei den Olympischen Spielen in Rio

Switlana Stanko (ukrainisch Світлана Станко, engl. Transkription Svitlana Stanko; * 13. Mai 1976) ist eine ukrainische Marathonläuferin.
2008 gewann sie den Toruń-Marathon, und im Jahr darauf wurde sie Vierte beim Krakau-Marathon und siegte beim Marathon Seine-Eure.
2010 gewann sie den Alexander-der-Große-Marathon, kam bei den Leichtathletik-Europameisterschaften in Barcelona auf den 21. Platz und wurde Dritte beim Athen-Marathon. 
2011 siegte sie beim Zürich-Marathon in 2:33:25 h und beim Warschau-Marathon mit ihrer persönlichen Bestzeit von 2:31:28 h.